# Paul Hyacinthe Loyson
Pour les articles homonymes, voir Loyson.
Paul Hyacinthe Loyson, né le 19 octobre 1873 à Cologny (Suisse) et mort le 19 avril 1921 à Paris 7e, est un écrivain, dramaturge et homme politique radical-socialiste français.

## Biographie
Né en 1873, Paul Hyacinthe Loyson est le fils du créateur de l'Église gallicane le Père Hyacinthe et de Émilie Jane Butterfield. Elève du lycée Janson-de-Sailly en tant que boursier, il fait ensuite ses études à la Sorbonne jusqu'à l'obtention de sa licence de lettre. Intéressé par le journalisme, il fait ses débuts dans le contexte de l'Affaire Dreyfus au cours de laquelle il prend parti pour la révision du procès. Une fois l'Affaire terminée, il s'intéresse au théâtre et écrit notamment deux drames tels que Les Âmes ennemies ou L'Apôtre qui sont joués au théâtre Antoine et au théâtre de l'Odéon. En 1910, il se réinvestit en politique pour combattre les candidats nationalistes et rentre à la direction du journal  Les Droits de l'homme.

### La Première Guerre mondiale
Auparavant un pacifiste convaincu, il fait paraître en mai 1915, en pleine Première Guerre mondiale, avec Henri Massis, en réponse au pamphlet Au-dessus de la mêlée de Romain Rolland, un réquisitoire contre la pensée pacifiste de celui-ci intitulé Au dessus et au cœur de la mêlée, Romain Rolland contre la France. L'année suivante, il fait paraître le livre Êtes-vous neutres devant le crime ? Réponse à Romain Rolland (réédité avec comme autre sous-titre Par un pacifiste logique).

## Publications
- Magor, pamphlet dramatique en un acte (dreyfusard), Stock, 1899.
- L’Évangile du sang. Épisode dramatique tiré des présentes guerres anglo-saxonnes, Genève, C. Eggimann, 1900.
- Sur les marges d'un drame. Les Nuées rouges, Genève, Ch. Eggimann & Cie, 1901.
- Le Droit des vierges. Comédie dramatique, Paris-Bruxelles, Publ. de l'Humanité Nouvelle, 1903.
- Les Âmes ennemies, drame en quatre actes représenté pour la première fois au Théâtre-Antoine le 15 mai 1907, Paris, éd. de la Revue politique et littéraire et de la Revue scientifique, 1907.
- À propos d'un prêtre marié. La fin de M. l'abbé Mugnier, Bruxelles, Bibliothèque de propagande (Société anonyme), 1909.
- Les Idées en bataille, Paris, Le Siècle, 1910. Tr. en anglais : The gods in the battle, intr. de H. G. Wells, London-New York, Hodder and Stoughton, 1917.
- L'Apôtre : tragédie moderne en trois actes, en prose, Paris, E. Pelletan, 1911 (lire en ligne).
- Êtes-vous neutres devant le crime ?, par un pacifiste logique avec une lettre d'Émile Verhaeren, Paris, Berger-Levrault, 1916, lire en ligne sur Gallica.
- (en) France the Apostle and the Ethics of the War. Three lectures, London, University of London Press, 1918.
- Nos bons amis les Anglais, Paris, éditions de la Ligue républicaine de défense nationale Droit et liberté, 1918, lire en ligne sur Gallica.
- L'Amiral Réveillère, Lannion, Yves Le Febvre, 1919.
- Sous le signe éternel. Poèmes, Paris, Pellétan, 1922.
- Jean Remy (posthume), Le Financier contre la Cité, Paris, Chez l’auteur, 1927, 176 p. (lire en ligne).
- Œuvres, Paris-Lausanne, Fischbacher, Payot, 1952.

### Traductions
- James George Frazer (trad. de l'anglais), Les Origines magiques de la royauté [« The magical origin of kings »], Paris, P. Geuthner, 1920, 359 p., 1 vol. ; 26 cm.